# Liangkang Kangri
Liangkang Kangri (také Liankang Kangri) je vrchol hory s nadmořskou výškou 7 535 m v Himálajích na hranici mezi Bhútánem a Čínou. Na jih vede hřeben k 2 km vzdálenému vrcholu Gangkhar Puensum. Vzhledem k nízké výšce sedla 234 metrů Liangkang Kangri není považován za samostatnou horu.

## Prvovýstup
Poprvé na vrcholu Liankang Kangri stanul pětičlenný tým pod vedením japonského horolezce Kijohika Suzukiho dne 5. května 1999.